# Кулемет Слостіна
Кулемет Слóстіна — дослідний радянський кулемет з обертовим блоком стволів під патрон 7,62×54 мм R, а пізніше і під 14,5×114 мм. Відмінністю кулемета Слостіна від іншої, більш відомої конструкції з обертовим блоком стволів — кулемета Гатлінга було те, що для обертання використовувався не зовнішній (ручний або, пізніше, електричний) привід, а енергія порохових газів.

## Історія
У 1935 році Іван Ілліч Слостін задумав зробити скорострільний кулемет. Перебравши всі можливі конструкції того часу, він прийшов до висновку, що для досягнення кращої швидкострільності необхідно створити багатоствольну конструкцію. Після розробки ескізу кулемета Слостін в 1936 році проконсультувався з начальником Ленінградської артилерійської академії А. А. Благонравова, який позитивно оцінив новаторську конструкцію з нечуваним на ті часи темпом стрільби до 5000 пострілів в хвилину.
Кулемет був закінчений до 1939 року і тоді ж проходив перші випробування, двічі показавши темп стрільби 3300 пострілів в хвилину, середнє значення було набагато нижче. Доопрацьований варіант кулемета на випробуваннях в 1946 році показав темп стрільби між 1760 і 2100 пострілів в хвилину. Купчастість була в 6-7 разів гіршою, ніж станкового кулемета Горюнова СГ-43, але таке значення комісія визнала нормальним для кулеметів шквального вогню. В результаті кулемет успішно пройшов випробування, але не був прийнятий на озброєння внаслідок складності конструкції укупі з відсутністю принципових переваг над існуючими ПМ-1910, 43-СГ і РП-46.
До 1949 року Слостіним був розроблений кулемет під патрон 14,5 × 114 мм, який мав схожу конструкцію з першим зразком, але з деякими відмінностями. В результаті випробувань зразок був відхилений через складність і ненадійність конструкції і відсутність переваг перед крупнокаліберним кулеметом Дегтярьова — Шпагіна (ДШК) і крупнокаліберним кулеметом Владимирова (КПВ). Основними недоліками були названі нецентральний накол капсуля і поперечні розриви гільз при беззатворному використанні такого потужного патрона. Було вироблено всього кілька дослідних зразків цієї зброї.

## Конструкція
Кулемет мав восьмиствольний барабан з блоком стволів який обертався. Обертання блоку стволів досягалося шляхом відведення порохових газів через спеціальний канал в стволі, пов'язаний з наступним стволом. При пострілі наступний ствол подавався вперед, що за допомогою вирізів в рамі кулемета, рухало його проти годинникової стрілки і змушувало обертатися в ту ж сторону весь блок стволів.

### Варіант під калібр 14,5 мм
Важкий варіант кулемета Слостіна мав конструктивні відмінності, що виражаються в фіксації блоку стволів за допомогою задньої муфти і передньої обойми так, що поздовжнє переміщення стволів ставало неможливим; автоматика ж працювала за рахунок відкату повзуна з газовим поршнем ствола який стріляв. Даний варіант кулемета розроблявся як зенітний для танка ІС-7. Передбачалася також установка його на шасі вантажівки ЗІС-151.

## Оцінки
Багато експертів і істориків зброї визнавали кулемет Слостіна таким який випередив свій час, тому як на той момент не було відповідних технічних рішень, які підвищували надійність такої зброї. Незважаючи на це, зразок відзначали за оригінальну ідею і новаторські рішення. Також зазначалося, що незважаючи на пересічну купчастість, по щільності вогню рівних цьому зразку на момент випробувань «немає і не передбачається».
Також, державна комісія визнала, що використання такого кулемета могло б створити значний деморалізуючий ефект: при стрільбі він видавав звук, який по гучності можна порівняти з вибухом авіабомби, при цьому наносив практично такі ж пошкодження, чого ніяк не очікували від патрона 7,62×54 мм R:
Зразок під калібр 14,5 мм також здобув схвальні відгуки, незважаючи на непридатність застосування настільки ненадійної конструкції у військах. Зазначалося, що подібна міць може стати в пригоді для штурму окремих укріпрайонів або відсікання флангових атак. На думку істориків, цікавим, хоч і не реалізованим через згортання проекту рішенням, було встановити кулемет Слостіна калібру 14,5 мм на шасі вантажівки ЗІС-151, що дозволяло б боротися з авіацією і живою силою супротивника на дистанціях до 400 метрів.